# Pierre César Charles de Sercey
Pierre César Charles Guillaume, marquis de Sercey, né à La Comelle le 26 avril 1753 et mort à Paris, le 10 août 1836, est un officier de marine et homme politique français. 
Vice-amiral, il est surtout connu pour son service lors de guerre d'indépendance des États-Unis, puis son rôle à Saint-Domingue et aux Mascareignes, et pour avoir commandé les forces navales françaises de l'océan Indien de 1796 à 1800.

## Premières années
Issu de la vieille noblesse bourguignonne, il perd son père Jean-Jacques, marquis de Sercey, capitaine du régiment de Lorraine-Dragons, à l'âge de cinq ans. Sa famille s'installe alors à Paris, et âgé d’à peine treize ans il obtient l'autorisation de sa mère Marie-Madeleine du Crest, peu avant sa mort, de rejoindre la Marine royale, inspiré par les exploits d'un frère s'étant distingué lors de l'abordage d'un bâtiment anglais. Orphelin de père et de mère, il s'embarque en 1766 comme volontaire sur la frégate La Légère, partant de Brest pour une campagne de neuf mois aux Îles du Vent. De retour en France, il s'embarque à Lorient sur la corvette l'Heure-du-Berger pour une campagne de vingt-sept mois dans l'océan Indien, à l'issue de laquelle en 1770 il obtient le grade de garde-marine, scellant son engagement dans la Royale.
Débarqué à l'Île de France, il passe immédiatement sur la frégate l'Ambulante pour une nouvelle campagne de deux ans dans l'océan Indien. En 1772, il rejoint l'explorateur Yves Joseph de Kerguelen, alors en escale à Port-Louis, dans sa campagne de découverte des mers australes. Il sert sur la gabare le Gros Ventre, en tant que second de Louis Aleno de Saint-Aloüarn, et prend ainsi part à la découverte de l'archipel des Kerguelen. Séparé du navire chef de l'expédition, la frégate la Fortune, par une tempête, le Gros Ventre est considéré comme perdu corps et biens, et Kerguelen retourne en France, affirmant au roi Louis XV avoir découvert un nouveau continent austral, obtenant les moyens d'une nouvelle expédition. Le Gros Ventre continue en fait sa mission initiale, se dirigeant vers l'Australie dont les contours sont encore mal connus. Après un voyage difficile, il atteint la baie des Chiens-Marins en Australie Occidentale et Saint-Aloüarn en prend possession au nom du roi de France le 30 mars 1772. Retrouvant quelques mois plus tard à l'Île de France la seconde expédition de Kerguelen, Sercey la rejoint et sert à bord de la frégate l'Oiseau, participant cette fois à la reconnaissance plus en détail des Kerguelen, jusqu'en 1774.
Après ce périple de trente-deux mois, il revient en France et reçoit du roi Louis XVI une gratification. Il sert en 1775 sur l'Amphitrite aux Antilles, plus particulièrement autour de Saint-Domingue, sous le commandement du comte de Grasse, puis sur la fameuse Boudeuse, alors attachée à la station des Îles Sous-le-Vent, jusqu'en 1778.

## La guerre d'indépendance américaine
Sercey retourne en France en juin 1778, alors que les tensions avec la Grande-Bretagne sont vives à cause du soutien français aux Patriots américains lors de la guerre d'indépendance des États-Unis. Le 17 juin, les hostilités commencent officiellement après l'affrontement entre la frégate française la Belle Poule et la frégate britannique HMS Arethusa dans la Manche. Envoyé au secours de la Belle Poule, endommagée après ce combat victorieux, avec une centaine de marin, c'est le marquis de Sercey qui mène le vaisseau de la baie de Plouescat à Brest, en vue de l'ennemi, son commandant le seigneur de la Clocheterie ayant été blessé lors de l'affrontement. Il reste sur ce bâtiment, devenant son second, puis son commandant provisoire. Assigné à une division navale sous les ordres du comte de Tréville, il sert pendant sept mois dans l'océan Atlantique, prenant trois vaisseaux. Il est nommé enseigne de vaisseau en mai 1779 et sert successivement sur le Triton, la Couronne, la Ville de Paris, puis sur la frégate la Concorde avant d'obtenir le commandement du cotre le Sans-Pareil, vaisseau corsaire britannique le Non Such capturé par la Concorde et rebaptisé. Placé sous les ordres du comte de Guichen, il est envoyé en éclaireur avec une petite escadre vers les Îles du Vent, et tombe sous l'embuscade de huit lettres de marques, dont il réchappe avec difficulté. Il rejoint le comte de Guichen pour la bataille de la Martinique en avril 1780, puis chargé de porter des missives à Saint-Domingue, il est surpris, de nuit, par une division navale britannique et est fait prisonnier par l'HMS Phoenix le 26 juin 1780.
Il est échangé en octobre de la même année, et obtient le commandement du cotre le Serpent, puis rapidement celui de la Levrette. C'est au commandement de la Levrette, assigné à une division navale sous les ordres de François-Aymar, baron de Monteil, qu'il participe au siège de Pensacola et obtient une commission de lieutenant de vaisseau à la prise de la ville en mai 1781, en récompense de ses accomplissements pendant la bataille. À son retour à Saint-Domingue, il est chargé d'escorter avec son cotre et une petite frégate placée sous ses ordres, la Fée, un convoi de trente bâtiments vers la Nouvelle-Angleterre. Pris en chasse par deux frégates anglaises, il arme un gros bâtiment, le Tigre, et choisit de passer à l'offensive : l'ennemi, supérieur mais surpris par cette manœuvre audacieuse, se retire, et le convoi arrive intact à sa destination. Désormais chargé de missives pour la France, il perd la Levrette dans une tempête au large des Açores, mais réussit à sauver son chargement et à arriver à bon port à temps pour prévenir les autorités de l'arrivée d'un convoi important, escorté par l'Actionnaire. En récompense, il est fait chevalier de l'Ordre royal et militaire de Saint-Louis en mai 1782.

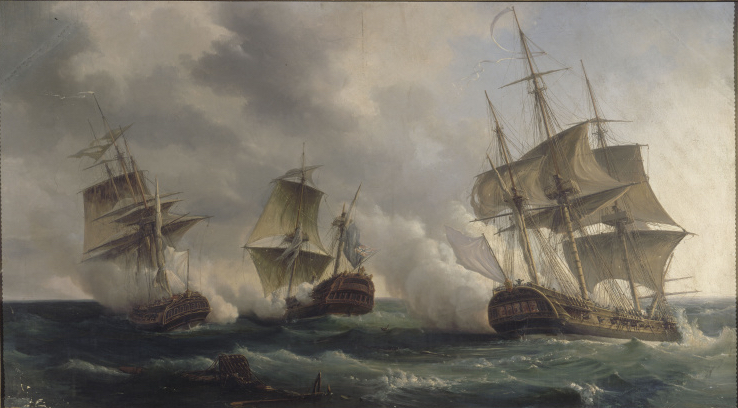
Combat des frégates françaises La Nymphe et L'Amphitrite contre le vaisseau anglais L'Argo (11 février 1783), huile sur toile de Pierre-Julien Gilbert, 1837, Musée de l'Histoire de France

Embarqué comme lieutenant de vaisseau sur la frégate Nymphe comme second sous les ordres du vicomte de Mortemart, il participe avec la Concorde en janvier 1783 à la recapture de l'HMS Raven, sloop anglais capturé en 1778, rebaptisé le Cérès, puis repris en avril 1782 par le vicomte Hood. Un mois plus tard, il est avec l'Amphitrite de la prise de l'HMS Argo, avec à son bord le gouverneur-général des Îles-sous-le-Vent britanniques, Thomas Shirley. C'est Sercey, qui, après d'âpres combats et dans la tempête, embarque pour prendre possession du vaisseau et de son illustre passager. Le vicomte de Mortemart décédant d'une soudaine maladie à leur retour à Saint-Domingue en mars 1783, le marquis prend le commandement de la Nymphe jusqu'à la fin des hostilités, sa dernière mission le chargeant d'escorter un convoi vers Brest. Il obtient du roi une pension et une lettre de satisfaction.
Alors âgé de trente ans, le marquis de Sercey est loin de la retraite et il fait partie d'un nombre limité d'officiers obtenant un maintien en service. En 1784, il ne passe que quelques mois à terre avant s’embarquer sur le vaisseau le Séduisant, qui porte l'ambassadeur de France auprès de la Sublime Porte Choiseul-Gouffier à Constantinople, puis commande à partir de 1785 l'Ariel, frégate en station aux Îles du Vent.

## La Révolution, Saint-Domingue et l'Île de France
Toujours stationné aux Antilles à l'aube de la Révolution, Sercey ne prend évidemment pas part aux évènements transpirants en métropole. Favorable dans une certaine mesure aux idées nouvelles, il ne suit pas le mouvement de gronde agitant alors les colonies. En juillet 1790, il prend le commandement de la frégate la Surveillante au sein d'une division dirigée par le contre-amiral Charles Louis du Chilleau de La Roche : il fait rapidement face à un esprit de mutinerie parmi les hommes sous son commandement, mais fort de ses plus de vingt ans de service réussit à faire revenir calme et discipline. Il réussit de plus à raisonner et faire retourner à leurs postes les hommes du Jupiter ayant fait prisonnier leur commandant le contre-amiral Joseph de Cambis. Promu capitaine de vaisseau le 1er janvier 1792, il est assigné à une escadre sous les ordres du vice-amiral de Girardin chargé de mater la rébellion royaliste agitant alors la Martinique. En avril 1792, il épouse Amélie de Sercey, sa nièce, fille de son frère aîné s’étant établi à Saint-Domingue. Il assiste aux développements effrénés des premiers jours de la révolution haïtienne et la Surveillante devient le refuge de nombreux colons fuyant la révolte des esclaves : il recueille par exemple une centaine d'habitants des Cayes et assure leurs soins à ses frais pendant plusieurs mois.

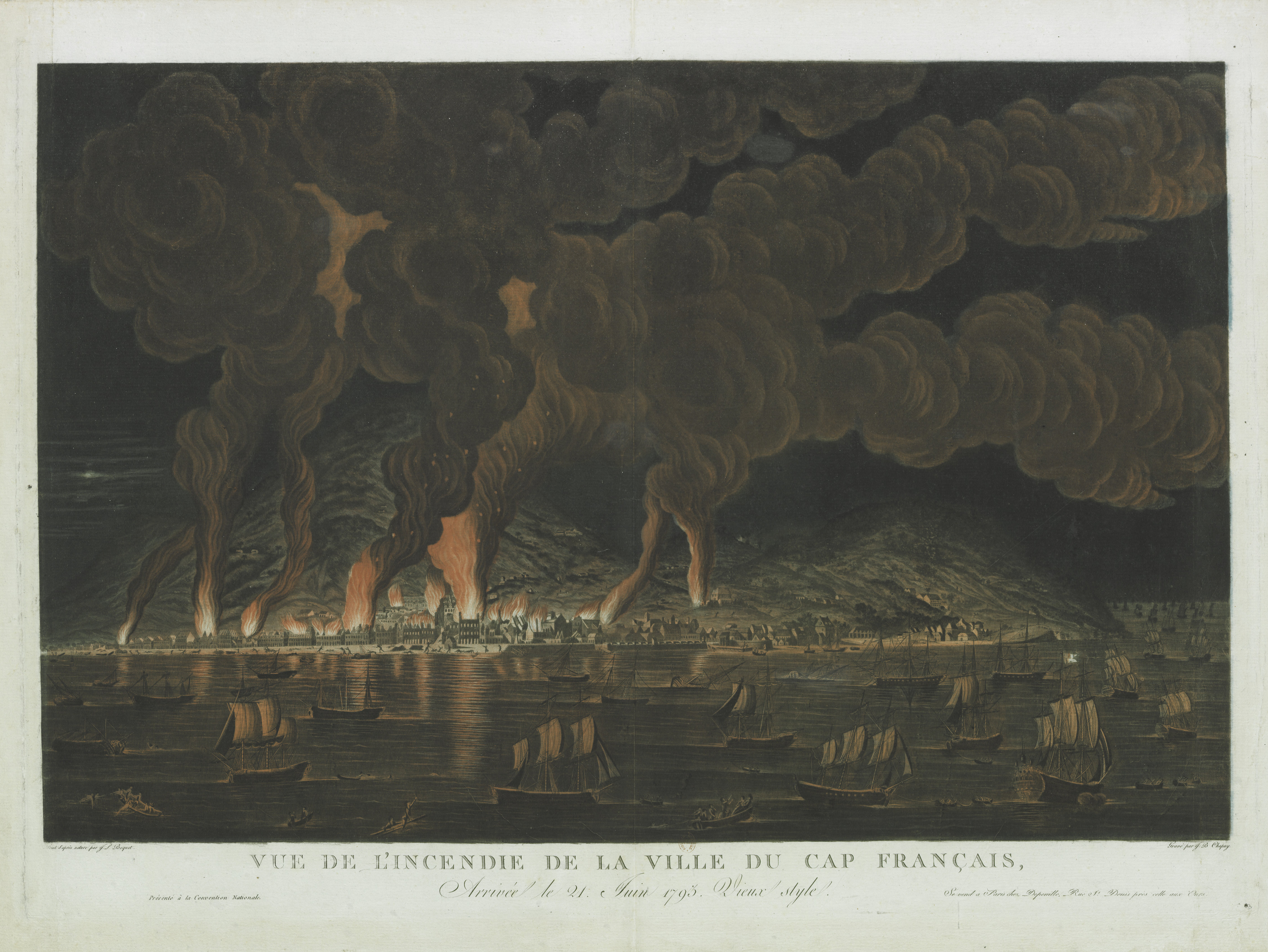
Vue de l’incendie de la ville du Cap-Français, 21 juin 1793, gravure coloriée de Jean-Baptiste Chapuy d’après J. L. Boquet, 1794, Bibliothèque nationale de France

Il est promu contre-amiral le 1er janvier 1793 et est nommé à la tête d'une division chargée de regrouper tous les bâtiments de commerce se trouvant toujours dans les divers ports de Saint-Domingue, puis de les ramener vers la métropole. En avril 1793, il part de Brest à bord de l'Éole et découvre à son arrivée au Cap-Français en juin 1793 la capitale de la colonie française ravagée par les divisions politiques entre partisans du gouverneur-général de l'île Galbaud du Fort et ceux des commissaires Léger-Félicité Sonthonax et Étienne Polverel, alors que les esclaves révoltés se rapprochent dangereusement de la ville. Prenant le commandement de la division en rade du Cap, il assiste impuissant à la terrible confusion de la bataille du Cap-Français : Galbaud, tentant un coup de force contre les commissaires révolutionnaires, proclame son autorité sur la division Sercey, consigne celui-ci à ses quartiers, retournant ses hommes contre lui et utilise ses navires pour donner le premier coup de canon de son insurrection. Après deux jours de combats sanglants, malgré un succès éphémère, le gouverneur est forcé de se réfugier sur le Jupiter : les commissaires en difficulté ont fait appel aux esclaves insurgés et une dizaine de milliers d'entre eux ont investi la ville, repoussant ses forces au rivage. Cap-Français est alors proie à un immense incendie, au massacre, et les colons accourent par milliers vers le port. Sercey réussit à alors à reprendre la main sur ses hommes, ordonne et organise l'évacuation, à l'encontre de l'autorité des commissaires, et un immense convoi de plusieurs centaines de bâtiments avec à leurs bords des milliers de colons prend la mer dans les heures qui suivent. Le contre-amiral conduit cette flotte de fortune vers l'embouchure de la baie de Chesapeake, son épouse organisant les soins prodigués aux rescapés, recevant pour son action parmi eux le surnom d'« ange tutélaire ».
Passant alors sous l'autorité d'Edmond-Charles Genêt, ambassadeur de France aux États-Unis, celui-ci lui ordonne d'escorter un convoi de denrées américaines vers la métropole, mais aussi d'effectuer une expédition de reprise de l'archipel de Saint-Pierre-et-Miquelon. Appareillant le 9 octobre, les mauvaises conditions météorologiques et le spectre de la mutinerie obligent les vaisseaux sous l'autorité de Sercey à abandonner cet objectif particulièrement ambitieux. Arrivé à Brest le 4 novembre 1793, en pleine Terreur, il est arrêté le 30 en tant qu'aristocrate soupçonné de royalisme et de désir d'émigration, puis emprisonné à la prison du Luxembourg pendant plus d'un an. Sauvé par la chute de Robespierre le 9 Thermidor, il est réintégré dans son grade par le ministre Laurent Truguet en janvier 1795, sous le Directoire.
En mars 1796, une division légère est formée sous son commandement, composée des frégates la Forte, qui arbore son pavillon, la Régénérée, la Seine, la Vertu, et des corvettes Bonne-Citoyenne et Mutine. Elle a pour destination l'Île de France, avec à son bord 800 hommes sous le commandement de François-Louis Magallon, son ami de longue date, ainsi que deux commissaires du Directoire, René Gaston Baco de La Chapelle et Étienne Laurent Pierre Burnel, envoyés pour prendre le commandement de la colonie et y proclamer officiellement le décret d'abolition de l'esclavage de février 1794. Partant de Rochefort, la division arrive à Port-Nord-Ouest le 18 juin 1796. Elle est reçue fraîchement par les colons des Mascareignes : craignant une situation similaire à celle de Saint-Domingue, l'assemblée coloniale refuse tout simplement de se soumettre à l'autorité des commissaires. Des rumeurs circulent : on affirme que les troupes de Magallon ne sont pas là pour renforcer l'île, mais pour la soumettre. Le 21 juin une violente manifestation, vraisemblablement dirigée en sous-main par l'assemblée coloniale, avec le probable soutien du gouverneur Malartic et du contre-amiral Sercey, expulse les commissaires. Ceux-ci sont placés manu militari sur une corvette, Le Moineau, à destination des Philippines espagnoles. Ce manque de soutien aux hommes du Directoire, voir cette complicité dans la tournure des événements, sera reproché à Sercey par Truguet, alors que la rébellion des Mascareignes défraie la chronique parisienne. À son retour en France, le commissaire Baco de La Chapelle fait publier un pamphlet accusant en des termes véhéments l'amiral d'avoir entièrement pris part à cette expulsion, et même menacé de couler Le Moineau si le bâtiment tentait de revenir à terre. Dans ses mémoires, Félicité de Genlis affirme que manifestation et expulsion auraient été un « coup hardi » de son cousin l’amiral de Sercey pour empêcher les commissaires de « révolutionner la colonie », ce qui, selon elle, lui « épargna des flots de sang ». Dans tous les cas il ne fait face à aucune répercussions immédiates pour son implication, et est défendu avec acharnement et succès devant le Conseil des Cinq-Cents par les députés François-Antoine de Boissy d'Anglas et Joseph Jérôme Siméon, ce dernier le comparant à l'amiral Pierre André de Suffren et demandant une récompense pour ses actions.

## Guerre de prise dans l'océan Indien
L'assemblée de Port-Nord-Ouest et gouverneur Malartic ne se comportent pas plus chaleureusement une fois les commissaires écartés. Ne disposant pas véritablement des ressources ou capacités pour répondre aux besoins de la division Sercey, les colons poussent le contre-amiral à reprendre la mer dès que possible : le 22 juillet 1796, après des réparations sommaires et renforcé par la frégate Cybèle, c’est chose faite. Il s'embarque alors dans une grande entreprise de guerre de course dans l'océan Indien, avec pour mission de faire souffrir le commerce ennemi autant que possible. Il compense la limite de ses moyens en maintenant ses bâtiments constamment en mer et en opérant à la manière d'un armateur corsaire, finançant ses approvisionnements par la vente de ses prises, notamment des indiamen pris au large de Ceylan et de Sumatra. Projetant d'attaquer le comptoir de Penang, il aperçoit le 8 septembre 1796 à dans le détroit de Malacca deux navires de ligne britanniques puissamment armés, l'HMS Arrogant et l'HMS Victorious. Le lendemain, il donne l'ordre à ses frégates d'attaquer cette force pourtant supérieure, jugeant l'affrontement inévitable. C'est un succès, et après quatre heures de combat acharné, les forces ennemies se retirent, laissant ouvert à Sercey le détroit et la mer de Chine. Après de nombreuses prises, la division entre à Batavia, où elle reste un peu plus d'un mois, le contre-amiral profitant de ce repos pour négocier un traité d'approvisionnement en vivres de l'Île de France.
C'est alors qu'il se redirige vers Port-Nord-Ouest pour faire ratifier ce document que le marquis de Sercey commet sans conteste sa plus grande erreur tactique. Le 28 janvier 1797 dans le détroit de Bali Cybèle, partie en éclaireur, signale la présence d'un ennemi supérieur en nombre. Dans l'impossibilité de réparation de ses forces déjà en mauvais état, l'amiral pêche par excès de prudence : lorsque ces forces se mettent en ordre de bataille, il choisit d'éviter le combat et se retire. Il n'apprendra qu'à son arrivée à destination que cette force ennemie était en fait un "convoi de Chine" annuel de la Compagnie anglaise des Indes orientales, qui, sans escorte, avait choisi de se comporter en bâtiments de guerre, allant jusqu'à peindre de faux sabords : cette tactique ingénieuse du commodore James Farquharson lui apporte la célébrité, et fait la joie des gazettes anglaises. Une erreur d’appréciation qui sera par ailleurs répétée plus tard par une autre force française dans la région, à la bataille de Poulo Aura en 1804. Toujours est-il que pour la division Sercey, ce terrible coup manqué marque le début d’un déclin inexorable.

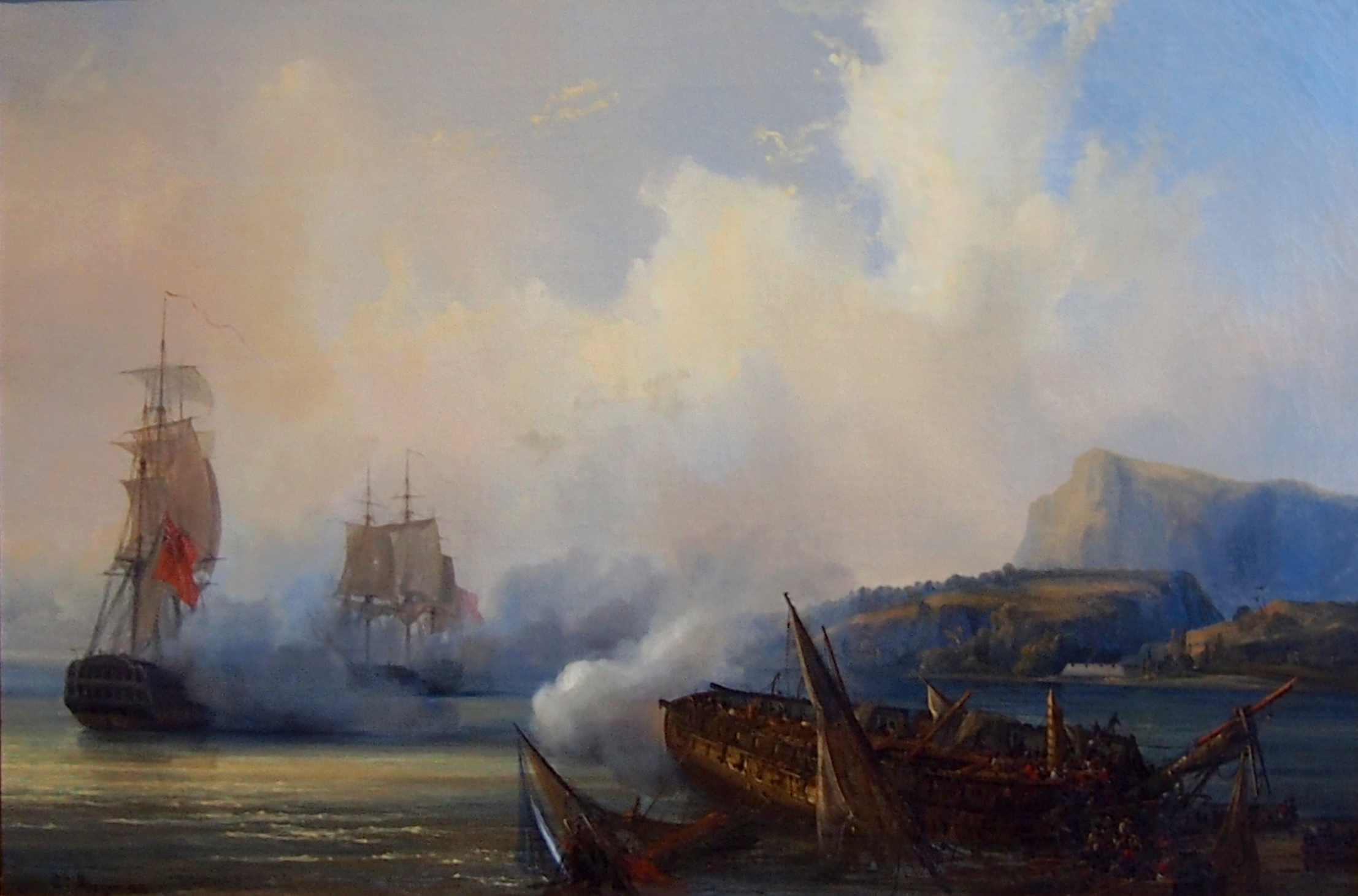
Le Combat de la Preneuse, huile sur toile d'Auguste Mayer, 1836, Musée Quesnel-Morinière

Arrivant à l'Île de France en février 1797, malgré un renforcement par la corvette Brûle-Gueule et la frégate Preneuse, les déconvenues s'accumulent rapidement : le gouverneur et l'assemblée coloniale ne sont toujours en aucune mesure coopératifs, affirmant qu'il ne serait plus possible de nourrir les équipages de ses bâtiments. Le contre-amiral doit donc se baser temporairement aux Seychelles, ne voulant pas laisser les Mascareignes sans défenses. Les demandes de soutien contre les forces britanniques abondent des Indes hollandaise, de la part de Tipû Sâhib, sultan de Mysore, s'ajoutant aux ordres de Malartic, qui réquisitionne les vaisseaux de l'escadre pour des missions annexes décidées en l’absence de Sercey. Sans avoir encore jamais perdu de bâtiment au combat, l'escadre est pourtant réduite à un presque rien éparpillé du Mozambique à Java. Il installe son commandement à Surabaya pour se rapprocher de la base espagnole de Manille, et une dernière campagne en mer de Chine réussit à prendre une quarantaine de vaisseaux ennemis. Attendant désespérément le retour de ses forces éparpillées, sans savoir que certaines avaient déjà été détruites ou capturées, il négocie avec les forces espagnoles dans l'objectif de continuer sa mission, sans succès concrets : les tentatives offensives communes ne sont pas satisfaisantes, comme à Macao en janvier 1799. Il se rend alors à l'évidence et quitte Java. De retour à l'Île de France en mai 1799, il réussit à faire passer ses derniers bâtiments à travers les mailles du blocus ennemi, avant de repousser pendant trois semaines les attaques anglaises sur Port-Nord-Ouest, ceux-ci finissant par se retirer entièrement. Mais c’est le dernier coup d’éclat de la force Sercey : sa dernière frégate, alors le dernier bâtiment français d'envergure dans la région, la Preneuse, est détruite en baie du Tombeau par le HMS Tremendous et le HMS Adamant au retour d'une campagne au large du Mozambique, le 11 décembre 1799.

## Retraite et rôle à la Restauration
Le contre-amiral Sercey ne revient en France qu'en 1802, sous les auspices de la paix d'Amiens, y trouvant un gouvernement entièrement différent de celui qui lui avait donné ses ordres. Il rédige un rapport expliquant sa conduite lors de ces années de campagne, mais se heurte à l'hostilité du ministre Denis Decrès qui le tient pour responsable de l'issue fatale de la division de l'océan Indien. Sercey obtient sa retraite le 5 août 1804, fait partie des premiers à recevoir la Légion d’Honneur du nouvel empereur Napoléon Ier le 9 décembre 1804, puis retourne à l'Île de France, où il s'installe à Port-Nord-Ouest comme planteur. Il joue un rôle important lors de la prise définitive par les forces britanniques de la future île Maurice en 1810, chargé par le général Charles Decaen du commandement des forces défendant le sud de l'île. 

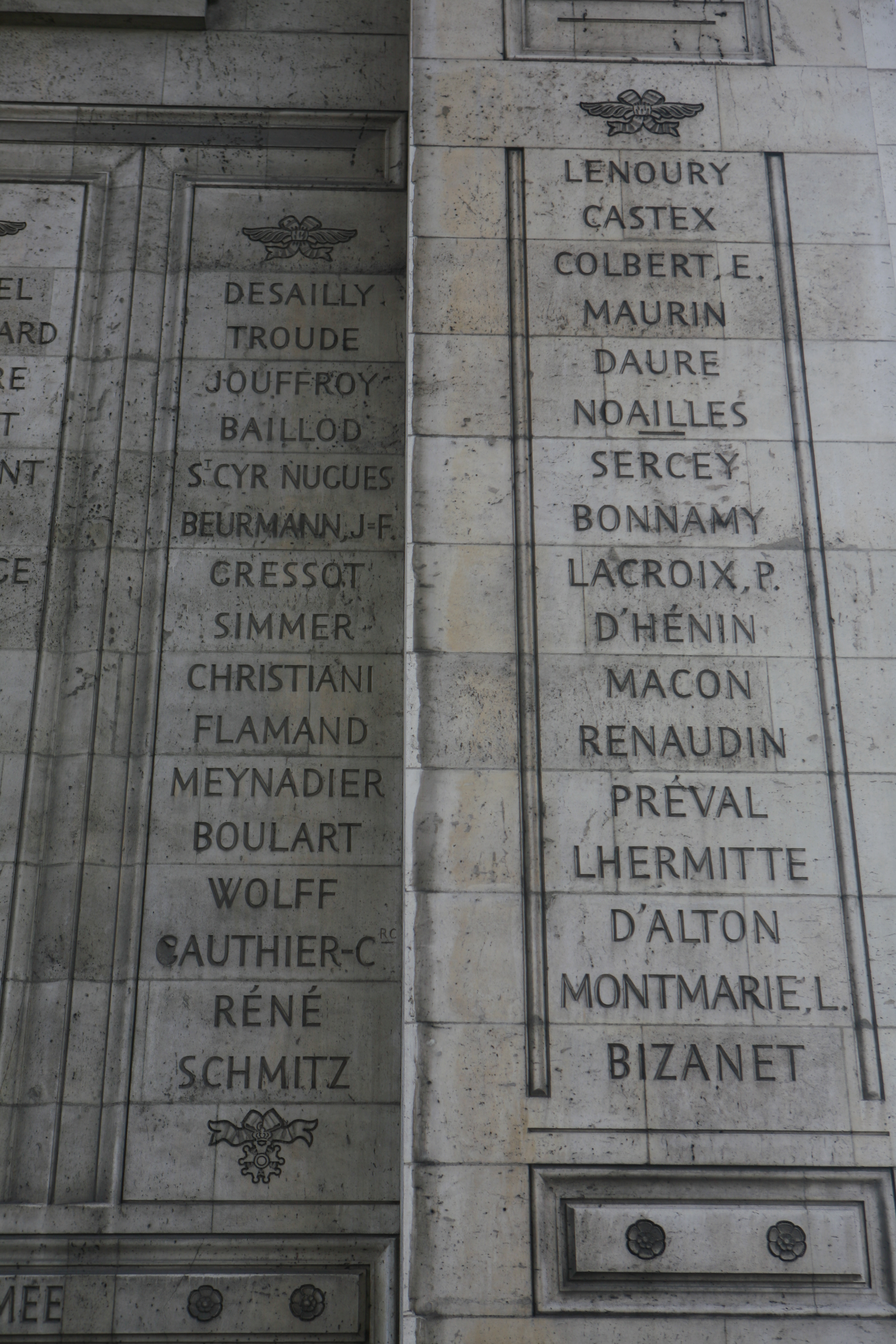
Nom inscrit sur l'Arc de Triomphe, pilier ouest, colonne 40.

Il vend alors ses propriétés et regagne la France, refusant de vivre sous domination anglaise. À la suite de la Guerre de la Sixième Coalition et la première abdication de Bonaparte, il fait partie de la délégation chargée d'aller rencontrer le roi Louis XVIII en exil à Hartwell House, en Angleterre. Rappelé au service à la Restauration, il est fait président en mai 1814 d'une commission mandatée par le baron Pierre-Victor Malouët pour se rendre à Londres afin d'organiser la libération d’au moins 57 000 prisonniers de guerre, beaucoup emprisonnés dans des conditions difficiles. Doté d’un pécule de 420 000 francs pour couvrir les dépenses de transport et soin des prisonniers, il est accompagné par le vicomte de La Boulaye et est bien reçu à la cour de Saint-James. Il reçoit les serments d'allégeance des officiers français au gouvernement des Bourbons, et procède à la libération progressive des prisonniers, selon un tri méthodique sur des critères de qualités personnelles et de loyauté à la monarchie. En récompense, il est promu vice-amiral le 28 mai 1814 et fait grand officier de la Légion d'honneur en août 1814, puis grand-croix de l'Ordre de Saint-Louis en mai 1816. Il jouit alors d'une bonne réputation dans les cercles du pouvoir de la Restauration: le comte de Villèle, premier ministre des rois Louis XVIII et Charles X de 1822 à 1828 le décrit par exemple dans ses mémoires comme "l'un des officiers les plus distingués de notre vieille marine". Charles X l'élève par la suite au rang de grand-croix de la Légion d'honneur en octobre 1828.
Il est finalement élevé le 7 novembre 1832 à la dignité de pair de France par le roi Louis-Philippe Ier, avec lequel il est lié à travers la comtesse de Genlis, préceptrice du roi qui resta par la suite à ses côtés. Il siège à la Chambre des Pairs jusqu’à sa mort, votant selon les désirs du pouvoir. Son nom est inscrit sur le pilier ouest de l'Arc de Triomphe de l'Étoile.
Il décède le 10 août 1836 à Paris, 1er arrondissement, et est inhumé au cimetière du Père-Lachaise (4e division),.

## Titres et décorations
- Grand-croix de la Légion d'honneur (1828[31])
- Grand-croix de l'Ordre royal et militaire de Saint-Louis (1816[31])
- Ordre de Cincinnatus[40]
- Gentilhomme honoraire de la Chambre (1821[41])
- Pair de France (1832[10])
- Marquis

### Sources et bibliographie
- Joseph-François-Gabriel Hennequin, Biographie maritime, ou, Notices historiques sur la vie et les campagnes des marins célèbres français et étrangers, Paris, Regnault, 1836 (lire en ligne).
- Ambroise Louis Garneray, Aventures et Combat, tome 1 : Corsaire de la République, nombreuses rééditions, notamment Éditions Phébus, Paris, 1985
- (en) W. M. James, The Naval History of Great Britain during the French Revolutionary and Napoleon's wars, Londres, 1837
- Léon Guérin, Histoire Maritime de France, Paris, Dufour, Mulat et Boulanger, 1858 (lire en ligne).
- Onésime Troude, Les Batailles navales de la France, Paris, Challamel Ainé, 1867
- Adolphe Robert, Gaston Cougny, Dictionnaire des parlementaires français depuis le 1er mai 1789 jusqu'au 1er mai 1889, Paris, Bourloton, 1889-1891 (lire en ligne)
- Georges Six, Dictionnaire biographique des généraux et amiraux de la Révolution et de l'Empire, Paris, Librairie historique et nobiliaire, 1934 (lire en ligne)
- H. E. Jenkins, Histoire de la Marine française, Paris, Albin Michel, 1977
- Claude Wanquet, La France et la première abolition de l'esclavage, 1794-1802, Paris, Éditions Karthala, 1998
- (en) Jeremy D. Popkin, Facing Racial Revolution: Eyewitness Accounts of the Haitian Insurrection, Chicago, Chicago University Press, 2007
- (en) Richard Humble, Napoleon's Admirals: Flag Officers of the Arc de Triomphe, 1789–1815, Oxford, Casemate Publishers, 2019